# Pedicularis bidentata
Pedicularis bidentata är en snyltrotsväxtart som beskrevs av Carl Maximowicz. Pedicularis bidentata ingår i släktet spiror, och familjen snyltrotsväxter. Inga underarter finns listade i Catalogue of Life.